# Религия в Кирибати
Религия в Кирибати (по данным переписи населения 2010 года)
 Католицизм (55,8 %) Единая Церковь Кирибати (33,5 %) Мормоны (4,7 %) Бахаи (2,3 %) Адвентисты (2,0 %) Прочие религии (1,6 %) Вне религии (,3 %)
Конституция Кирибати (статья 11) гарантирует свободу совести и свободу вероисповедания.

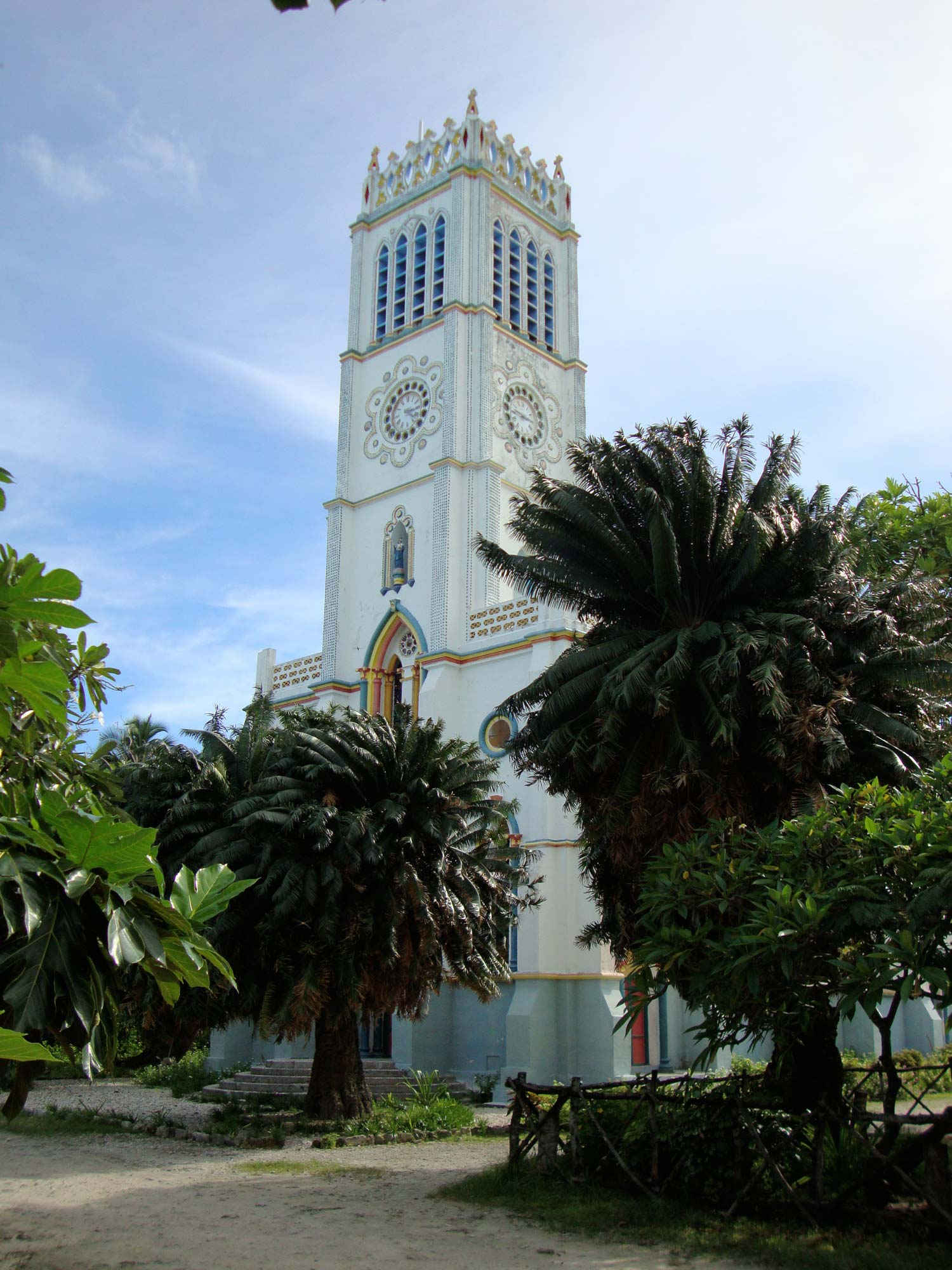
Католический собор в Кирибати

Согласно переписи населения 2010 года, 96% всего населения Кирибати составляют христиане. Христиане Кирибати — преимущественно католики и члены Единой Церкви Кирибати, причём католики в основном населяют северные острова, тогда как протестанты составляют большинство на юге страны. Ни к какой религии себя не относят лишь 0,05% населения.

## Мормоны
По заявлениям Церкви Иисуса Христа Святых последних дней, на Кирибати проживает 17 462 её членов. Однако в рамках переписи населения 2010 года к таковым себя отнесли лишь 4 802 человека.